# John Wilkes Booth

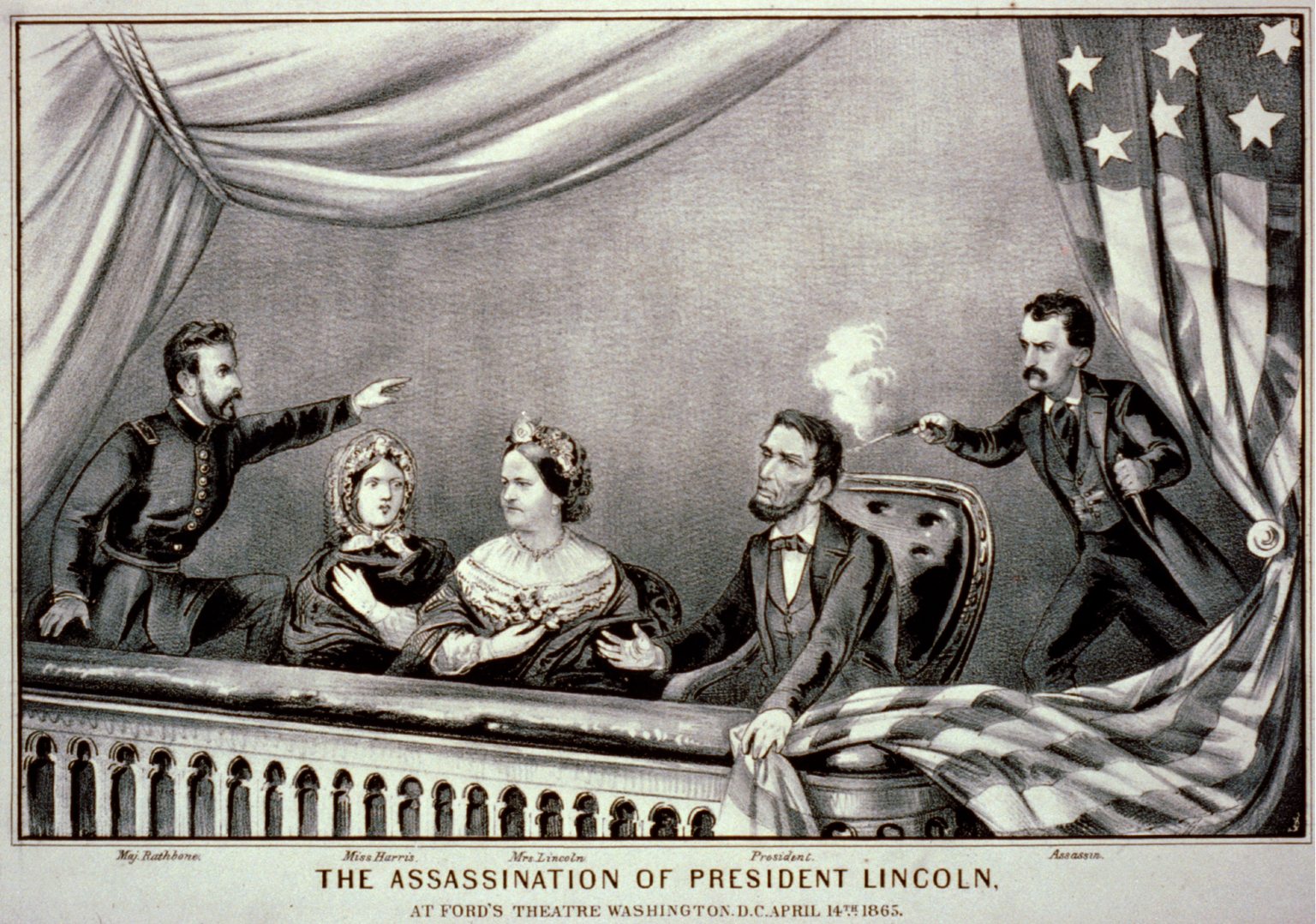
Booth strzela do Lincolna w Ford’s Theatre

John Wilkes Booth (ur. 10 maja 1838 w Bel Air; zm. 26 kwietnia 1865 w Port Royal) – amerykański aktor teatralny i kryminalista, zabójca prezydenta Abrahama Lincolna.

## Życiorys
Pochodził z rodziny aktorskiej, znanymi aktorami byli jego ojciec, Junius Brutus i brat, Edwin. Po raz pierwszy wystąpił na deskach teatralnych w 1855 roku w Baltimore. Choć początkowo oceniano go bardzo krytycznie i nie dawano szans na zdobycie sławy, po kilku latach zaczął robić coraz większą karierę.
Z czasem coraz bardziej skłaniał się ku poglądom stronnictw, które w 1861 przekształciły się w Konfederację. W 1859 roku zaciągnął się nawet w szeregi zwolenników Południa. Kierowała nim chęć przyjrzenia się egzekucji abolicjonisty Johna Browna, powieszonego za próbę wzniecenia powstania wśród niewolników (zob. Najazd Johna Browna). Wkrótce po tym wydarzeniu Booth zrzucił mundur. Podczas wojny secesyjnej nie zaciągnął się do armii, gdyż obiecał matce, że tego nie zrobi. Wspomagał jednak Południe, szmuglując lekarstwa dla armii konfederatów.
Bootha widywano w towarzystwie wielu kobiet. W 1861 roku jedna z nich przecięła mu twarz nożem, gdy dowiedziała się, że nie ma on zamiaru ożenić się z nią.
W 1863 roku Booth wraz z kilkoma przyjaciółmi, również aktorami, założył przedsiębiorstwo wydobywcze, które nazwali Dramatic Oil Company. Rok później porzucił teatr i zajął się ropą naftową. Zniechęcony brakiem zysków wyjechał w 1864 roku do Montrealu. Jego biografowie odnotowują, że od tamtej pory przez kilka miesięcy wiele podróżował i spotykał się z wieloma osobami związanymi z Konfederacją.
Po kilku miesiącach przygotowań grupa spiskowców, do których należał m.in. John Surratt oraz John Wilkes Booth, postanowiła porwać prezydenta Abrahama Lincolna 17 marca 1865 roku i wymienić go na tysiąc przebywających w niewoli konfederatów. Do próby porwania nie doszło, gdyż prezydent zmienił plany podróży. Na początku kwietnia wojska Unii zdobyły stolicę konfederatów – Richmond. 9 kwietnia 1865 roku generał Lee poddał się generałowi Grantowi. Najprawdopodobniej te wydarzenia skłoniły Bootha do zaplanowania zabójstwa prezydenta.

### Zamach na prezydenta
14 kwietnia 1865 roku ok. godz. 22.10 niezauważony (policjant, który miał stać przed drzwiami loży opuścił posterunek, by pokrzepić się w pobliskim barze) Booth wszedł do prezydenckiej loży w Teatrze Forda, zaryglował drzwi i strzelił Lincolnowi w tył głowy. Kula kalibru 44 przeszła na wylot, przebijając mózg. Podczas ucieczki zamachowiec zeskoczył na scenę, łamiąc nogę i krzyknął Sic semper tyrannis! (Tak to zawsze dzieje się tyranom!). Widownia znała go jako aktora, początkowo sądzono więc, iż jest to część przedstawienia. Dopiero gdy Booth zniknął za kulisami zorientowano się w sytuacji. Zdołał dotrzeć do czekającego konia i wymknąć się z miasta.

### Śmierć
Booth wraz z pomagającym mu Davidem Heroldem uciekali na południe. Ścigał ich oddział kawalerii z Nowego Jorku. Mieszkańcy Południa i agenci konfederatów nie okazali mu tak wielkiej pomocy, jakiej oczekiwał. 26 kwietnia pościg otoczył Bootha i Herolda na terenie farmy Garretta w stanie Wirginia. Po wezwaniu do poddania się Herold opuścił kryjówkę. Booth zginął w strzelaninie. Został śmiertelnie postrzelony w szyję, w wyniku postrzału doznał złamania kręgosłupa. 7 lipca 1865 roku powieszono czterech pozostałych wspólników Bootha.